# سياسة مينيسوتا
تشتهر مينيسوتا بنشاط مواطنيها السياسي، مع كون الشعبوية القوة منذ فترة طويلة بين الأحزاب السياسية بالولاية. ولطالما كان إقبال مينيسوتا الانتخابي كبيراً. في الانتخابات الرئاسية الأمريكية لعام 2008، صوت 77.8٪ من المينيسوتين المؤهلين للتصويت - وهي أعلى نسبة بين الولايات - مقابل المعدل الوطني البالغ 61.7٪ ويعزى ذلك جزئياً إلى القوانين تسجيل الناخبين في نفس اليوم؛ سابقاً أمكن الناخبين غير المسجلين من التسجيل في يوم الانتخاب، في مكان الاقرع الخاص بهم مصحوبين بإثبات الإقامة.
الأحزاب السياسية الرئيسية هي حزب المزارعين والعمال الديمقراطي بمينيسوتا (DFL) والحزب مينيسوتا الجمهوري. تأسس الDFL في عام 1944 باندماج الحزب مينيسوتا الديمقراطي وحزب المزارعين والعمال بمينيسوتا. ويتبع هذا الحزب الحزب الديمقراطي الوطني. أنصار حزب DFL وغالباً ما يشار إليها باسم "DFLer" في مينيسوتا من قبل الأعضاء وغير الأعضاء بالحزب كبديل عن كلمة «الديمقراطيين». يتبع الحزب الجمهوري بالولاية الحزب الجمهوري الوطني.

## النزعات طويلة الأمد
استكشفت المؤرخة آنت أتكنس نمط التغيير طويل الأمد في سياسة مينيسوتا. في أواخر القرن التاسع عشر وأوائل القرن العشرين، كانت الولاية الريفية حد كبير معاديةً لرجال الأعمال وخطوط السكك الحديدية، مع سيطرة الجمهوريين في المدن الصغيرة، والديمقراطيين في المزارع. ظهرت العديد من الجماعات اليسارية والأحزاب الثالثة، مثل حزب مكافحة الاحتكار في سبعينات القرن التاسع عشر، والشعبويون في تسعينات نفس القرن، والرابطة غير الحزبية في العقد الأول القرن العشرين، وحزب المزارعين والعمال في الثلاثينات. كانت الانعزالية قوية، تقول أتكنس، بسبب المخاوف من قيام المصرفيين والصناعيين الشرقيين بإجبار الولايات المتحدة في الحرب العالمية الأولى لمضاعفة أرباحهم. حارب رجال الأعمال النقابات، فحاربتم النقابات، وبوجود الحاكم بصفهم، فازت النقابات ببعض المعارك العنيفة في الثلاثينات. إلا أن التحالف الليبرالي قد وهن في العقود الأخيرة. النقابات العمالية هي ظل لقوتهم القديمة. غادر معظم المزارعين إلى المدن وخاصة المدينتين التوأم، حيث يعيش نصف الشعب. حشدت اليمين الجديد المحافظين الاجتماعيين، ولا سيما أولئك من الخلفيات الدينية التقليدية، في قضية الإجهاض المتنازع عليها بشراسة. أصبحت حكومة الولاية أكثر ودية تجاه النمو والحاجة للمشاريع التجارية. انقسمت حماية البيئة بين اليمين واليسار، مع العمال الصناعيين في الشمال ومناطق المدى الحديد المطالبين بحماية وظائفهم من دعاة حماية البيئة. تجد أتكنس ما يلي:
ما يجعل شمال البلاد قيمة لدعاة حماية البيئة هي الانعزال والجمال والعزلة والهدوء والمياه الصافية وغياب التنمية. وحاول حماة المباني التاريخية الحد من أو منع الطرق والمولدات الكهرومائية، المناشر وقطع الاخشاب والمنتجعات والزوارق والطائرات وعربات الثلوج.... التوترات بين التطور والمحافظة، التحفط والتنامي، والجمال والوظائف المتعمقة والقوية.

## شخصيات تاريخية

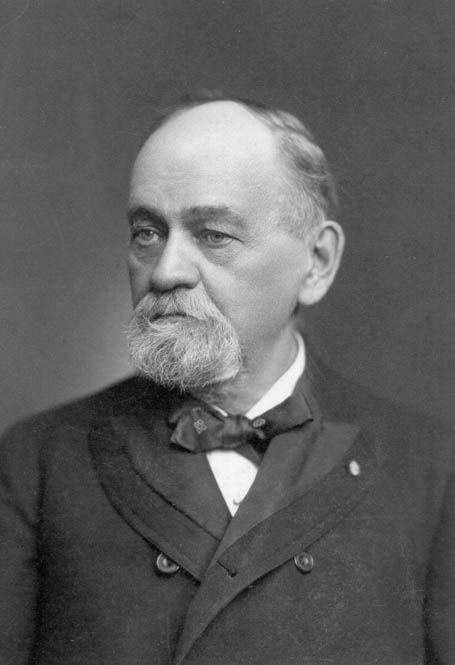
جون بلسبري

### جون بلسبري
جون بلسبري (29 يوليو 1828 - 18 أكتوبر 1901) حاكم مينيسوتا الثامن، من 7 يناير 1876 إلى 10 يناير 1882. وكان بلسبري محسنا بارزاً وغالباً ما التبرع بالأموال باسم مجهول لقضايا يفضلها. على وجه الخصوص، ساعد في جامعة مينيسوتا على التعافي من الديون في سنواتها الأولى، وعمل بعد ذلك مديراً لها. ومنذ ذلك الحين، بات يعرف باسم «الأب الروحي للجامعة». سميت قاعة بلسبري في جامعة مينيسوتا تكريماً له. مارس عدة أنواع مختلفة من الأعمال التجارية، بما في ذلك الأجهزة، والعقارات، والأخشاب، رغم أن أكبر نجاح له جاء عندما أسس شركة بلسبري إلى جانب عائلته (سميت على أخيه، تشارلز ألفريد بلسبري).

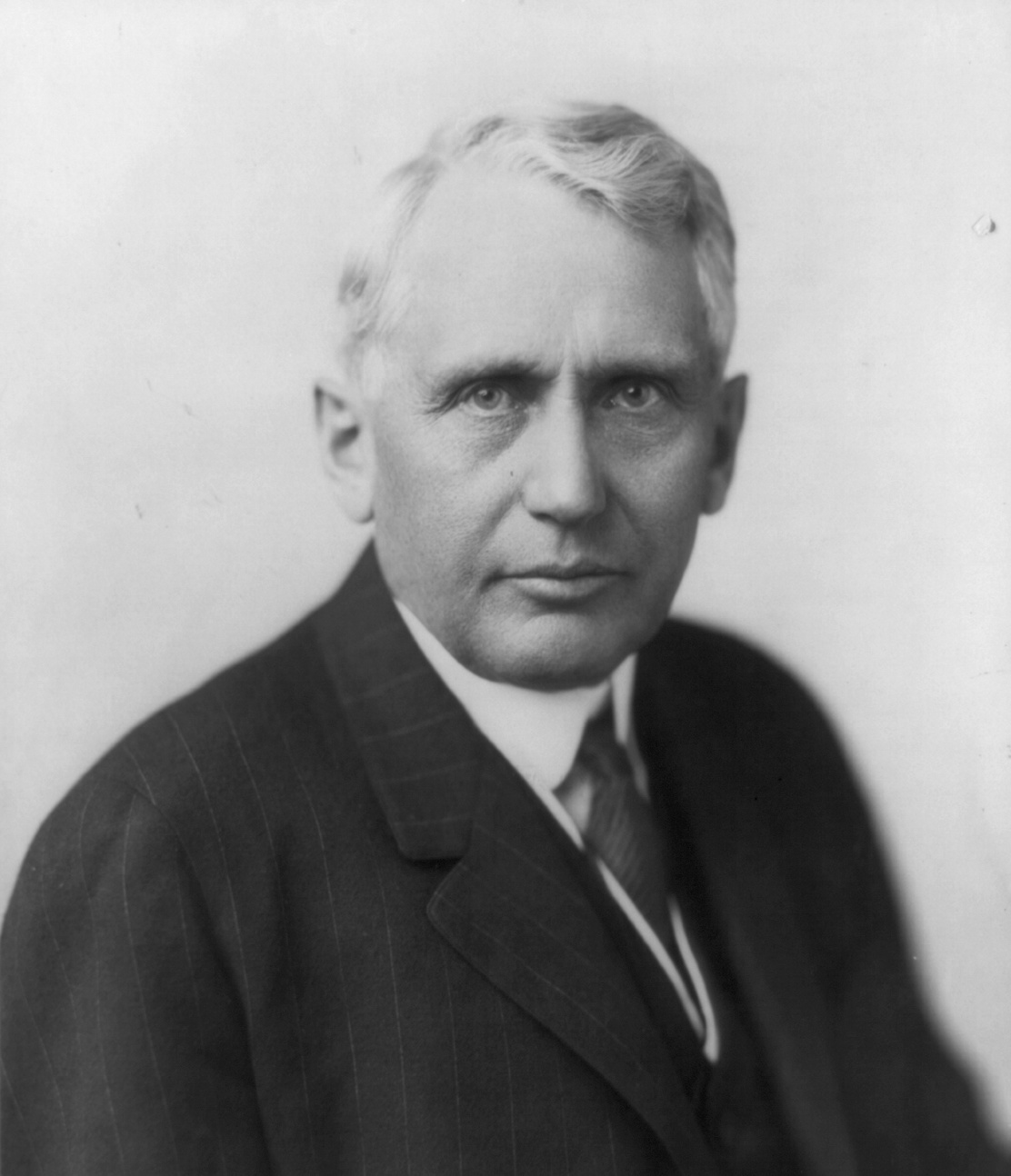
فرانك كيلوغ

### فرانك كيلوغ
فرانك كيلوغ (21 ديسمبر 1937 - 22 ديسمبر 1856)، انتخب جمهورياً في مجلس الشيوخ الأمريكي عن ولاية مينيسوتا في العام 1916 وخدم فيه من 4 مارس 1917 إلى 3 مارس 1923. كان مندوباً في مؤتمر الدول الأمريكية الخامس في سانتياغو، شيلي في عام 1923، وشغل منصب سفير فوق العادة وسفير مفوض لدى المملكة المتحدة بين عامي 1923 و1925. شغل منصب وزير خارجية في حكومة الرئيس كالفين كوليدج 1925-1929. في عام 1928، حصل على وسام الحرية المدينة في دبلن، أيرلندا. وفي عام 1929 جعلته الحكومة الفرنسية عضواً في جوقة الشرف. كوزيرٍ للخارجية، شارك في إعداد ميثاق كيلوغ برييان، الموقع في عام 1928. باقتراح من قبل الاسم الآخر بالاتفاق وزير الخارجية الفرنسي أريستيد بريان، هدفت المعاهدة إلى تعزيز «نبذ الحرب كأداة للسياسة الوطنية.» نال جائزة نوبل للسلام سنة 1929 تقديراً لذلك. وكان قاضياً مساعداً في المحكمة الدائمة للعدل الدولي 1930-1935.

### فلويد أولسون
فلويد أولسون (13 نوفمبر 1891 - 22 أغسطس 1936) حاكم مينيسوتا الثاني والعشرون من 6 يناير 1931 إلى 22 أغسطس 1936. وكان عضوا في حزب مزارعي وعمال مينيسوتا، وكان أول عضو من حزب المزارعين والعمال يفوز بمنصب حاكم ولاية مينيسوتا. كان حزب الذي تأسس في عام 1918 على قدر كبير من النجاح في مينيسوتا كحزب ثالث على مستوى الولاية، بثلاثة حكام وأربعة أعضاء بمجلس الشيوخ الأمريكي خدموا خلال العشرينات والثلاثينات. دعى برنامج الحزب إلى حماية المزارعين وأعضاء النقابات العمالية، وملكية الحكومة لبعض الصناعات، وقوانين الضمان الاجتماعي. كانت هنالك محاولات فاشلة لتطوير الحزب إلى أن يصبح الحزب المزارعين والعمال الوطني في أوائل العشرينات. استطاع الحزب الديمقراطي بمينيسوتا بقيادة هيوبرت همفري دمج حزب المزارعين والعمال مع الحزب الديمقراطي بمينيسوتا في عام 1944. ومنذ ذلك العام يشكل الحزبان معاً حزب المزارعين والعمال الديموقراطي بمينيسوتا.

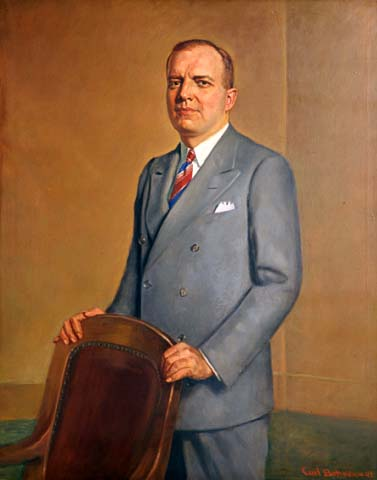
هارولد ستاسن

### هارولد ستاسن
هارولد ستاسن (13 أبريل 1907 - 4 مارس 2001) حاكم مينيسوتا الخامس والعشرون من 1939-1943، ولاحقاً المرشح الدائم لمناصب أخرى، أبرزها، ولعدة مرات رئاسة الولايات المتحدة. بسن الحادية والثلاثين كان أصغر حكام مينيسوتا، واعتبر مستقبله «مبشراً بالخير» بعد إلقاء الخطاب الرئيسي في المؤتمر الوطني للحزب الجمهوري سنة 1940. في ذلك المؤتمر ساعد في حصول وندل ويلكي على ترشيح الحزب الجمهوري. كان ستاسن مندوباً في مؤتمر سان فرانسيسكو الذي أنشئت الأمم المتحدة، ورئيساً لجامعة بنسلفانيا 1948-1953.
اشتهر ستاسن لاحقاً بكونه مرشحاً دائماً للفوز بترشيح الحزب الجمهوري لمنصب الرئيس. كان أقوى عروضه للترشيح للرئاسة في عام 1948، عندما حقق سلسلة انتصارات غير متوقعة في الانتخابات التمهيدية المبكرة. وأظهرت استطلاعات الرأي أنه سيهزم هاري ترومان إذا تم ترشيحه. لكنه خسر الترشيح لصالح توماس ديوي الذي كان قد خسر في الانتخابات الرئاسية عام 1944 أمام فرانكلين روزفلت. لعب ستاسن دوراً رئيسياً في سباق الجمهوري 1952 انسحب لصالح دوايت ايزنهاور. ما ساعد ايزنهاور لهزيمة روبرت تافت من الجولة الأولى. عمل في إدارة أيزنهاور، وشغل وظائف منها مدير إدارة الأمن المشترك (المساعدات الخارجية) والمساعد الخاص للرئيس لشؤون نزع التسلح. وخلال هذه الفترة شغل درجة وزير وقاد جهود حالمة بإنهاء نيكسون في المؤتمر الوطني للحزب الجمهوري عام 1956. اكتسب ستاسن سمعة بأنه ليبرالي، ولا سيما عندما انضم وهو رئيس للمؤتمر المعمداني الأمريكي إلى مارتن لوثر كينغ في مسيرته إلى العاصمة واشنطن في عام 1963. وكان ممثلاً رئيسياً لجناح «جمهوريي روكفلر» التقدمي اجتماعياً في التيار الجمهوري الأمريكي.

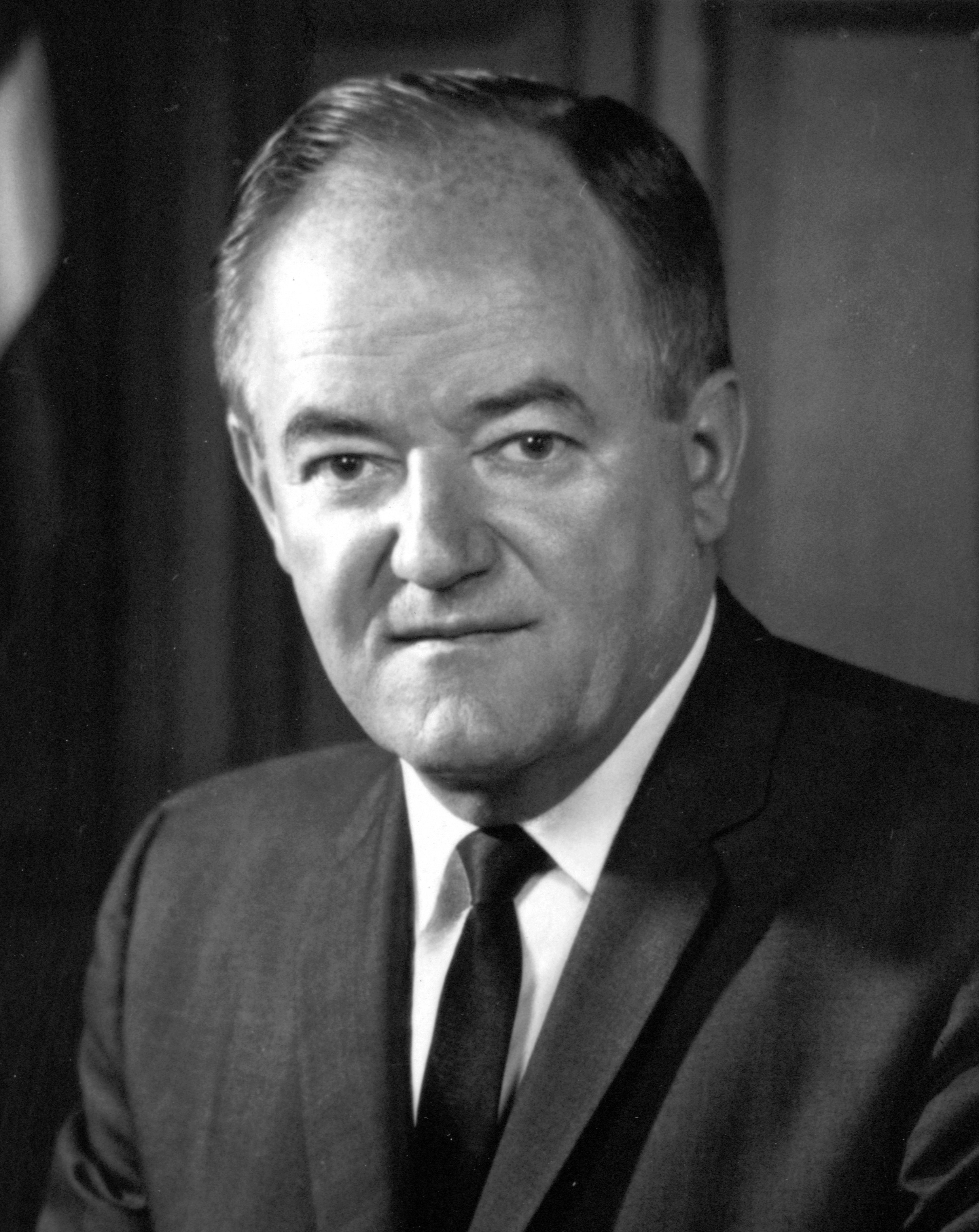
هيوبرت همفري

### هيوبرت همفري
هيوبرت همفري (27 مايو 1911 - 13 يناير 1978) نائب الثامن والثلاثين لرئيس الولايات المتحدة، في عهد الرئيس لندون جونسون. خدم همفري مرتين عضواً بمجلس الشيوخ الأمريكي عن ولاية مينيسوتا، وترأس الأغلبية الديمقراطية فيه. مؤسس لحزب المزارعين والعمال الديمقراطي بمينيسوتا ومنظمة أمريكيون من أجل العمل الديمقراطي. شغل منصب عمدة منيابولس من 2 يوليو 1945 إلى 30 نوفمبر، 1948. وفي عام 1968 كان همفري مرشح الحزب الديمقراطي في انتخابات الرئاسة الامريكية لكنه خسر أمام الجمهوري ريتشارد نيكسون. في واحدة من خطب الأكثر شهرة في التاريخ السياسي الأمريكي، قال همفري المؤتمر الوطني الديمقراطي 1948: «لقد حان الوقت في أمريكا لأن يخرج الحزب الديمقراطي من ظل حقوق الولايات والسير بشكل مباشر إلى شمس حقوق الإنسان الساطعة» ففاز بالدعم لبند مؤيد للحقوق المدنية في برنامج الحزب.

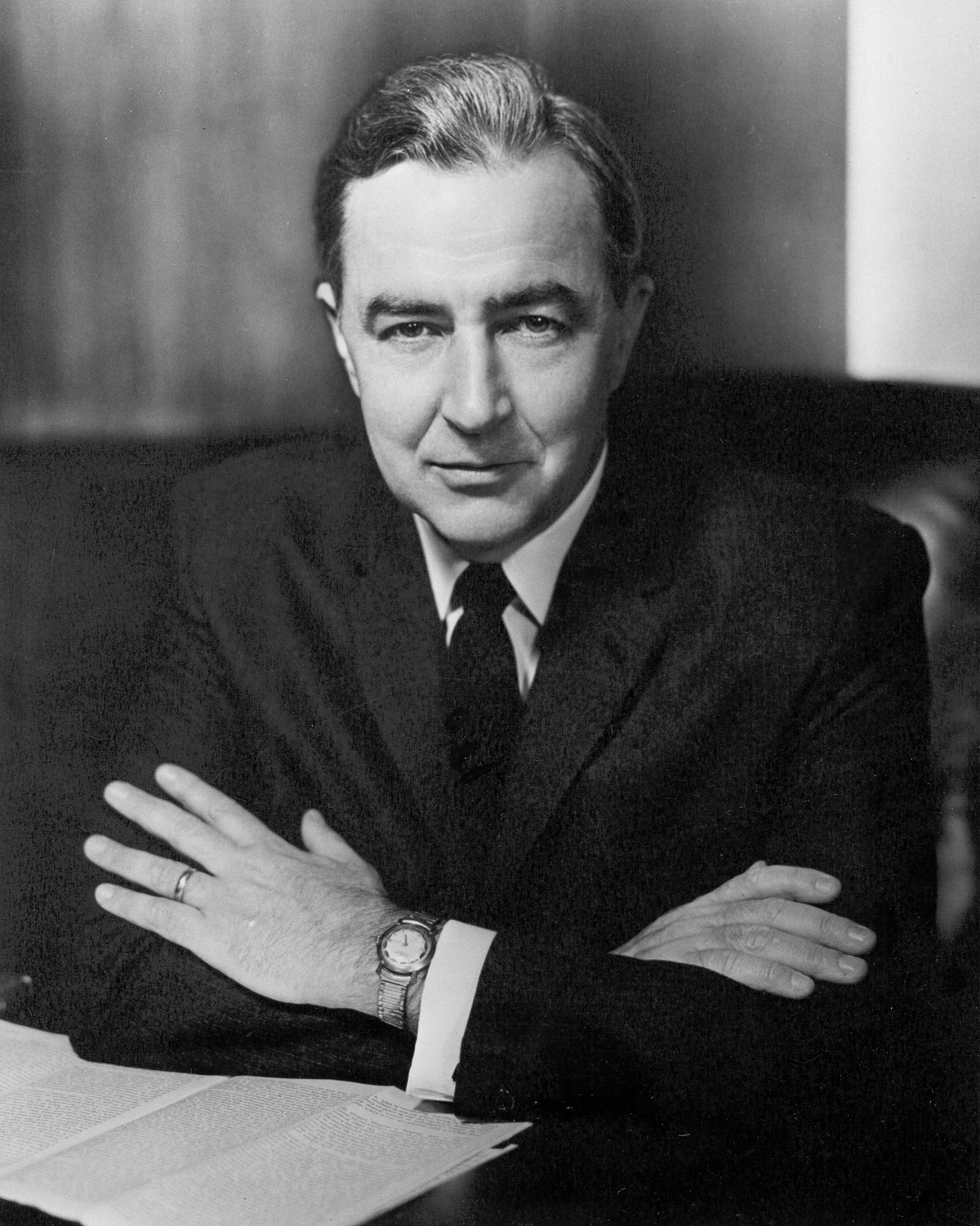
يوجين مكارثي

### يوجين مكارثي
يوجين مكارثي (29 مارس 1916 - 10 ديسمبر 2005) عضو لفترة طويلة في الكونغرس الأميركي. خدم في مجلس النواب الأمريكي 1949-1959 ومجلس الشيوخ الأمريكي من 1959 إلى 1971. موقفه المناهض للحرب وشعبيته السابقة لمؤتمر للحزب الديمقراطي سنة 1968 أقنعت على الأرجح لندون جونسون بالانسحاب من السباق. في الانتخابات الرئاسية عام 1968، حاول مكارثي دون توفيق أن يفوز بترشيح الحزب الديمقراطي لمنصب الرئيس لخلافة لندون جونسون الرئيس ببرنامج مناوئ لحرب فيتنام. سعى خمس مرات للرئاسة دون جدوى. (ينبغي عدم الخلط بينه وبين السيناتور جوزيف ريمون مكارثي الذي طارد جواسيس الشيوعية داخل الحكومة الاتحادية.)

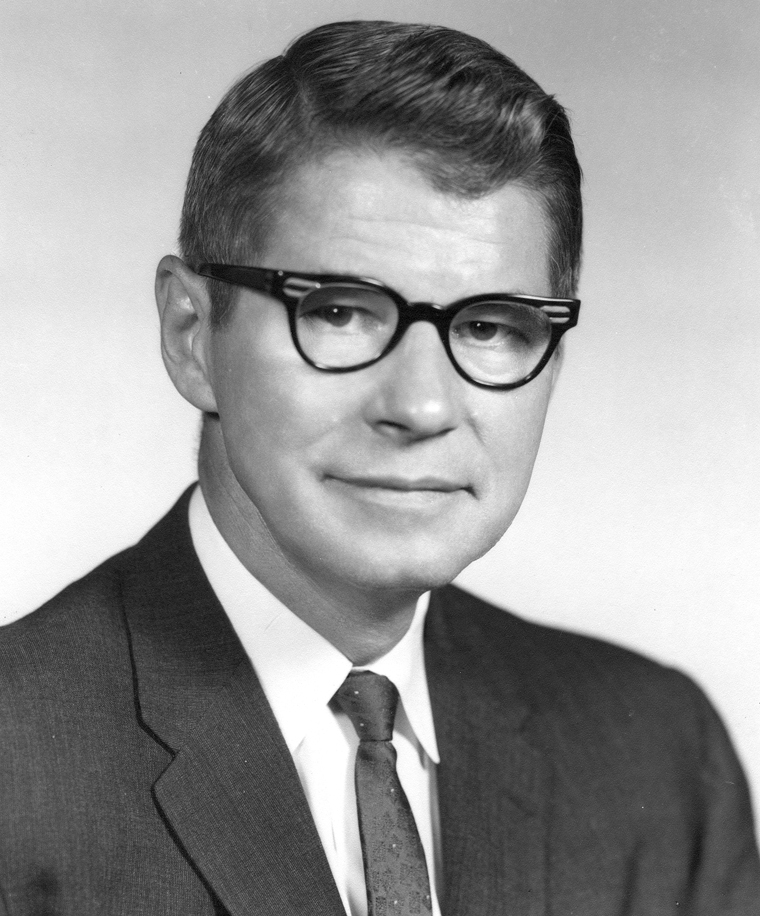
أورفيل فريمان

### أورفيل فريمان
أورفيل فريمان (20 فبراير 2003 9 مايو 1918) أحد مؤسسي ورئيس حزب المزارعين والعمال الديمقراطي بمينيسوتا وحاكم مينيسوتا لثلاث فترات، والأول من حزبه. شغل فريمان منصب وزير الزراعة في الولايات المتحدة في عهد الرئيسين كينيدي وجونسون. اعترف بأن الناس المحتاجين كانوا يتضورون جوعاً لهبوط الاسعار بسبب فائض الحبوب. دعى فريمان إلى التصدير الزراعي ودعم الرقابة على إنتاج وعطل أحياناً الأراضي الزراعية لسنوات. عملت فريمان باتجاه برنامج الإفطار المدرسي التجريبي وغالباً ما يتذكر اليوم باسم برنامج قسائم الطعام بالولايات المتحدة.

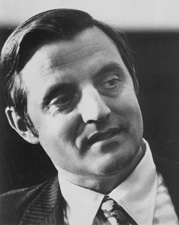
والتر مونديل

### ولتر مونديل
والتر مونديل (مواليد 5 يناير 1928) نائب الثاني والأربعين لرئيس الولايات المتحدة (1977-1981) في عهد الرئيس جيمي كارتر. كما كان لولايتين عضو مجلس الشيوخ الأمريكي عن ولاية مينيسوتا ومرشح الحزب الديمقراطي للرئاسة في عام 1984 ضد الحاكم الجمهوري رونالد ريغان. تلقى مونديل هزيمة ساحقة عند إعادة انتخاب ريغان، حيث لم يفز مونديل إلا في ولايته مينيسوتا وفي مقاطعة كولومبيا. مونديل أيضا صعد بسرعة في سباق مجلس الشيوخ الأمريكي ضد نورم كولمان 2002، عندما توفي بول ولستون فجأة في حادث تحطم طائرة قبل أسبوعين من الانتخابات. فاز كولمان بفارق ضئيل في الانتخابات، 49.5٪ مقابل 47.3٪.

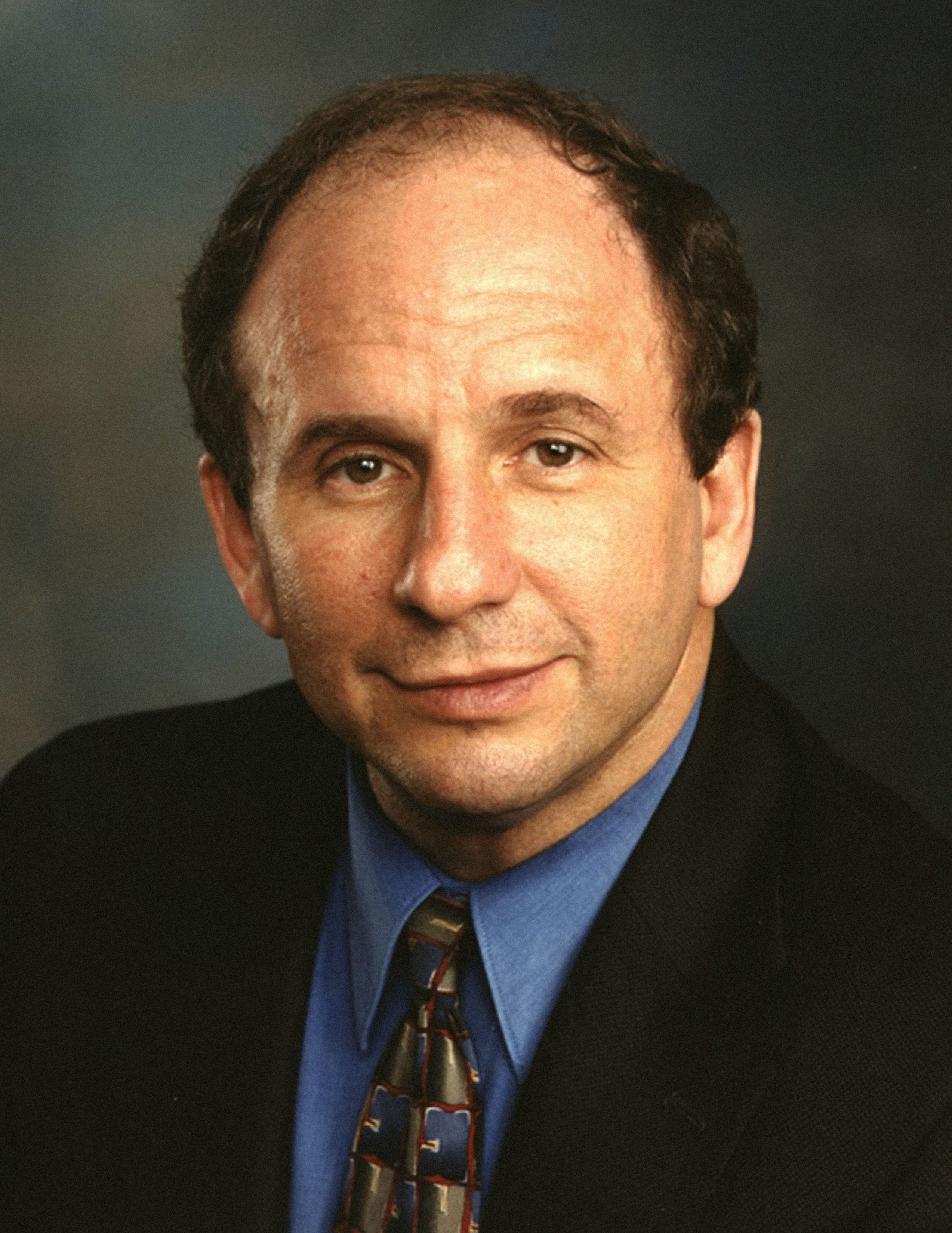
بول ولستون

### بول ولستون
بول ولستون (21 يوليو 1944 - 25 أكتوبر 2002) عضو بمجلس الشيوخ الأمريكي عن مينيسوتا لولايتين. كان عضوا بحزب المزارعين والعمال الديمقراطي وكان أستاذاً للعلوم السياسية في كلية كارلتون قبل أن ينتخب لعضوية مجلس الشيوخ في عام 1990. وكان ولستون في خط يسار الوسط أو أعضاء مجلس الشيوخ التقدميين من حزبه. الثلاثة الأوائل، هيوبرت همفري، ويوجين مكارثي، وولتر مونديل، كانوا جميعا أعضاء بارزين في الحزب الديمقراطي الوطني، وأصبح ولستون المتحدث باسم الجناح التقدمي في وقته. خدم في مجلس الشيوخ في الفترة من 1991 حتى وفاته في حادث تحطم طائرة في 25 أكتوبر 2002. توفيت زوجته شيلا وابنته مارسيا في الحادث أيضاً. وله ابنين آخرين، ديفيد ومارك، الذي الآن يشارك في رئاسة منظمة ولستون أكشن غير الربحية.

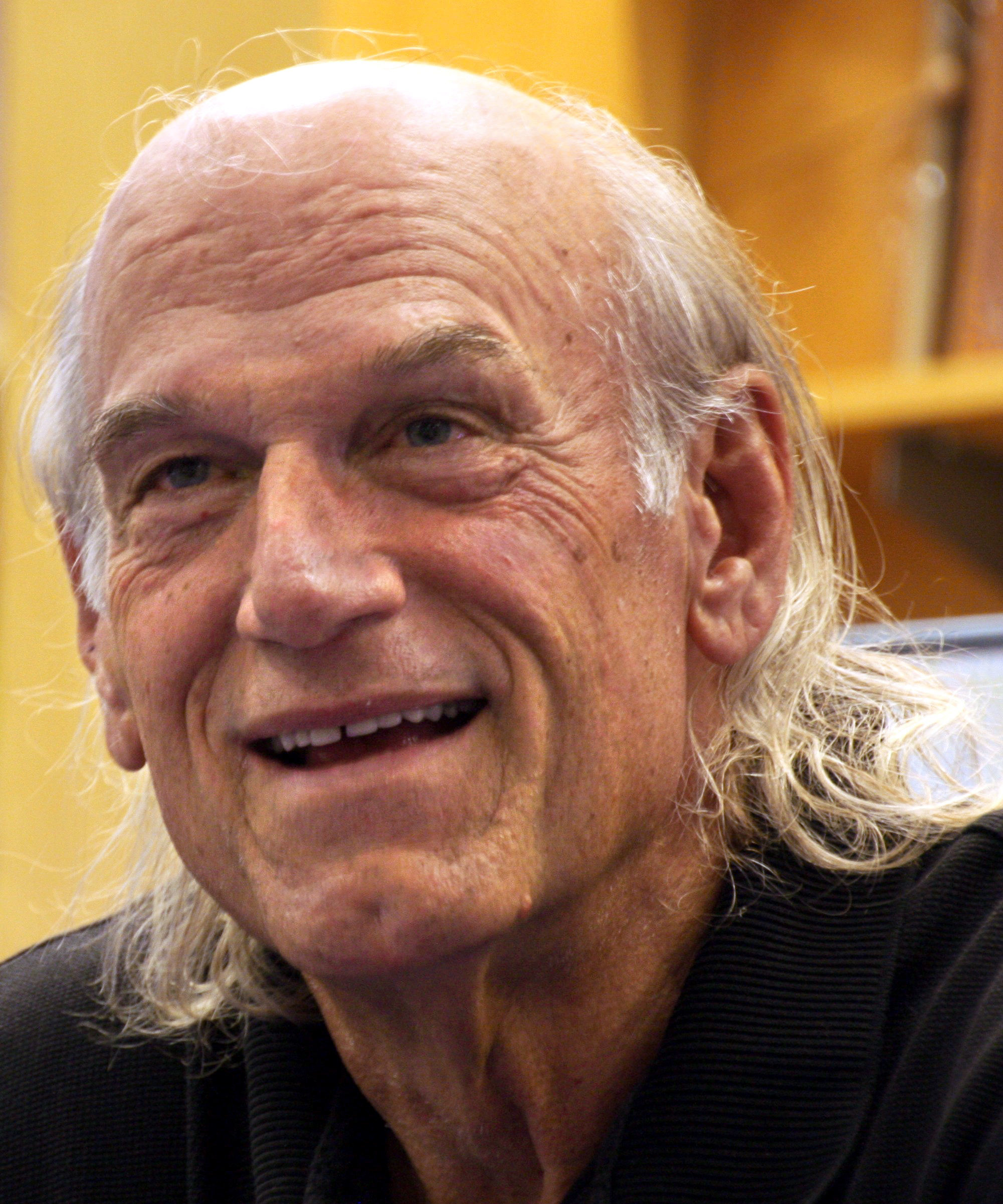
جيسي فنتورا

### جيسي فنتورا
جيسي فنتورا (ولد في 15 يوليو 1951، باسم جيمس جورج يانوس)، عُرف أيضاً باسم «الجسم»، «العقل»، و «الجسم الحاكم». سياسي أميركي، عضو البحرية الاميركية، مصارع محترف، وممثل، ومقدم برنامج إذاعية. في انتخابات مينيسوتا المحلية عام 1998 انتخب الحاكم الثامن والثلاثين للولاية وخدم من 4 يناير 1999 إلى 6 يناير 2003 دون الحصول على فترة ولاية ثانية. ترشح فنتورا لحزب إصلاح مينيسوتا (ولكنه انضم إلى حزب مينيسوتا استقلال عندما كسر ارتباطه مع حزب إصلاح من الولايات المتحدة الأمريكية)، وبفارق ضئيل، ولكنه فوز غير متوقع بتفوقه على مرشحي الحزب الرئيسيين: نورم كولمان (جمهوري) عمدة سانت بول، ونائب مينيسوتا العام سكب همفري (المزارعين والعمال الديمقراطيون). حصل فنتورا على أعلى نسبة تأييد من أي حاكم في تاريخ ولاية مينيسوتا، وبعض استطلاعات الرأي وصلت بالتأييد الشعبي له إلى 73٪ في عام 1999، رغم تصريحاته المثيرة للجدل. تكونت حملته من مزيج من الأحداث الشعبية العدوانية واللقطات التلفزيونية الأصلية، صممها رجل الدعاية الملتوي بل هلسمان، مستخدماً عبارة «لا تصوت للسياسة كالمعتاد.» أنفق أقل بكثير من خصومه (حوالي 600,000 $)، ويعتبر على نطاق واسع أحد أوائل المرشحين الذين استخدموا الإنترنت الفعالية كوسيلة للوصول إلى الناخبين في حملة سياسية.

## التقدم تاريخياً سياسياً
| السنة | الجمهوري         | الديمقراطي       |
| ----- | ---------------- | ---------------- |
| 2012  | 46.1% 1,321,575  | 52.8% 1,547,688  |
| 2008  | 44.77% 1,275,400 | 55.22% 1,573,323 |
| 2004  | 47.59% 1,346,695 | 51.13% 1,445,014 |
| 2000  | 45.50% 1,109,659 | 47.91% 1,168,266 |
| 1996  | 35.64% 766,476   | 51.11% 1,120,438 |
| 1992  | 31.90% 747,841   | 43.50% 1,020,997 |
| 1988  | 46.01% 962,337   | 53.01% 1,109,471 |
| 1984  | 49.44% 1,032,602 | 49.78% 1,036,364 |
| 1980  | 42.60% 872,268   | 46.50% 945,173   |

صوت المينيسوتيون للمرشحين الديمقراطيين للرئاسة منذ عام 1976 حتى الآن، مرات أكثر على التوالي من أي ولاية أخرى خارج الجنوب. وكانت ولاية مينيسوتا ومقاطعة كولومبيا الأصوات الانتخابية الوحيدة التي لم يفز بها الرئيس الجمهوري رونالد ريغان في عام 1984. بدلا من ذلك اختار ناخبو مينيسوتا نائب الرئيس السابق وعضو مجلس الشيوخ ابن مينيسوتا والتر مونديل. كانت مونديل أو هيوبرت همفري على التذكرة الديمقراطية كمرشحين لمنصب الرئيس أو نائب الرئيس في انتخابات أعوام 1964، 1968، 1976، 1980، و1984.
في السنوات الأخيرة، اعتبرت حملات الانتخابات الرئاسية 27 صوتاً في المجمع الانتخابي لولاية مينيسوتا ويسكونسن وأيوا كتلةً تخضع للتأرجح نحو أي من الطرفين الرئيسيين، وهي تعادل في القيمة 27 صوتاً في المجمع الانتخابي لولاية فلوريدا. نتج عن هذا التحليل عشرات الزيارات من قبل المرشحين في الأشهر الأخيرة من الحملتين على حد سواء عامي 2000 و 2004. إلا أنه في الانتخابات الرئاسية لعام 2008، فاز باراك أوباما بالولاية بفارق أكثر من 10 نقطة مئوية.
في الكونغرس الثامن والتاسع بعد المائة، تم تقاسم الحزبان وفد مينيسوتا بأربعة ديمقراطيين وأربعة جمهوريين في الكونغرس، ومقعدا الولاية بمجلس الشيوخ أيضاً بشكل عام تم تقاسمهما منذ أوائل التسعينات.
في انتخابات التجديد النصفي عام 2006، انتخب ديمقراطيون لجميع دوائر الدولة باستثناء الحاكم ونائبه، حيث أعيد انتخاب الجمهوريان تيم باولنتي وكارول مولنو بفارق ضئيل. كما سجل DFL عدد مكاسب من خانتين في المجلسين التشريعيين، بانتخاب ايمي كلوبوشار لمجلس الشيوخ الأمريكي، وزاد التجمع الديمقراطي بمجلس النواب الامريكى واحداً، مع تيم والز.
ولكن، في انتخابات 2010 النصفية، المنطقة الانتخابية الثامنة معقل الديمقراطيين لعقود في النطاق الحديد، انتخبت الجمهوري تشب كرافاك فتفوق على جيم أوبرستار العضو منذ وقت طويل، متقاسمين الوفد مرة أخرى، بأربعة إلى أربعة. سيطر الجمهوريون أيضاً على مجلسي مينيسوتا التشريعيين للمرة الأولى منذ عقود. ومع ذلك، فاز المرشح الديمقراطي مارك دايتون بمنصب الحاكم، مما يجعل كل من المسؤولين المنتخبين على مستوى الولاية ديمقراطيين.
في انتخابات عام 2012، استعاد الديمقراطي ريك نولن مقعد أوبرستار والأغلبية في مجلسي مينيسوتا التشريعيين.

## حركات الحزب الثالث
قدم حزب مزارعي وعمال مينيسوتا التقدمي، الذي شكلت في عام 1920، ثلاثة حكام، وأربعة من أعضاء بمجلس الشيوخ، وثمانية أعضاء في مجلس النواب الأمريكي في العشرينات حتى اندماجه مع الحزب الديمقراطي في عام 1944.
تمكن حزب الإصلاح المعتدل من انتخاب الرئيس السابق لبلدية بروكلن بارك، ومصارع محترف سابق، جيسي فنتورا إلى الحكم في عام 1998. وفرع ولاية مينيسوتا لحزب الإصلاح انشقت عن الحزب الوطني بسبب عدم الرضا عن تأثير بات بوكانان في حزب، وتم تغيير اسمها إلى حزب الاستقلال. وكان حزب الاستقلال تمكنت من الحفاظ على الدعم الكافي للحفاظ على وضع حزب كبير حتى عام 2014.
وقد انتخب حزب الخضر في الولاية العديد من أعضاء مجلس المدينة وغيرهم من أصحاب المكاتب المحلية في دولوث، منيابولس وينونا، وجعلت أشواط قوية لالتشريعي للولاية خلال الدورات الانتخابية الماضيين. في عام 2000، حصل مرشح حزب الخضر رالف نادر على 5٪ فقط من الأصوات المدلى بها الرئاسة، والحصول على وضع الحزب الرائد للحزب. خسر حزب الخضر الذي وضع في عام 2004، لكنه يحتفظ وضع حزب طفيفة بعد أن تجاوز عتبة 2٪.
في انتخابات عام 2006، وافق الناخبون في منيابولس استفتاء (بواسطة حاسمة 65٪ إلى 35٪) للاستفادة من التصويت للتحويل واحد (STV) المشار -عادة ب «التصويت لحظة والسيول» و «بوصفه الخيار التصويت» المستقبل -في انتخابات بلدية، والذي يتوقع أن يكون نعمة لأطراف ثالثة. وقد بدأت الحملة عن الحجم الشهيقي الاحتياطي في التسعينات كجزء من منصة حزب الخضر، على الرغم من أن جميع الأحزاب السياسية باستثناء الجمهوريين التأييد له في الاستفتاء منيابولس.

## معرض صور

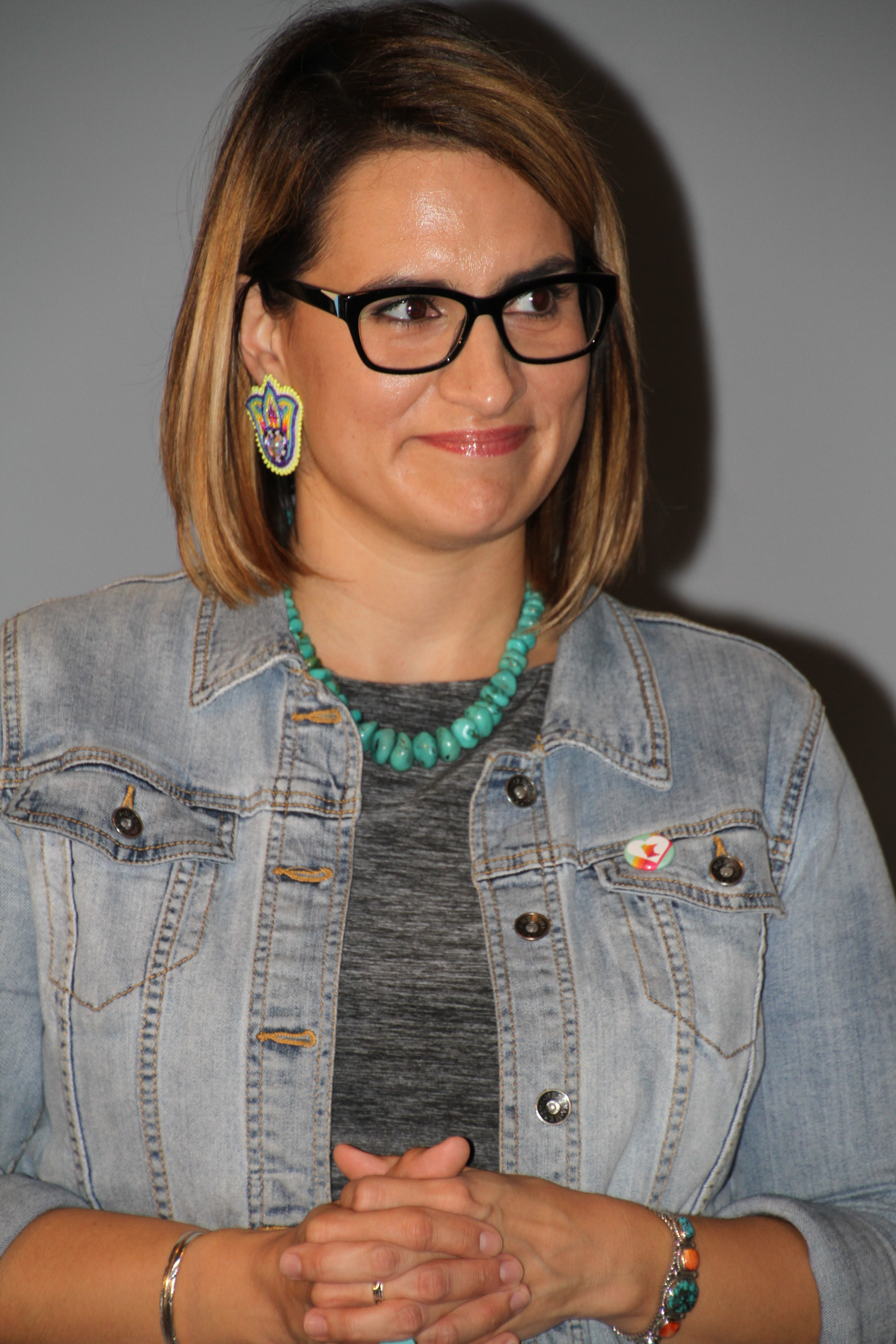
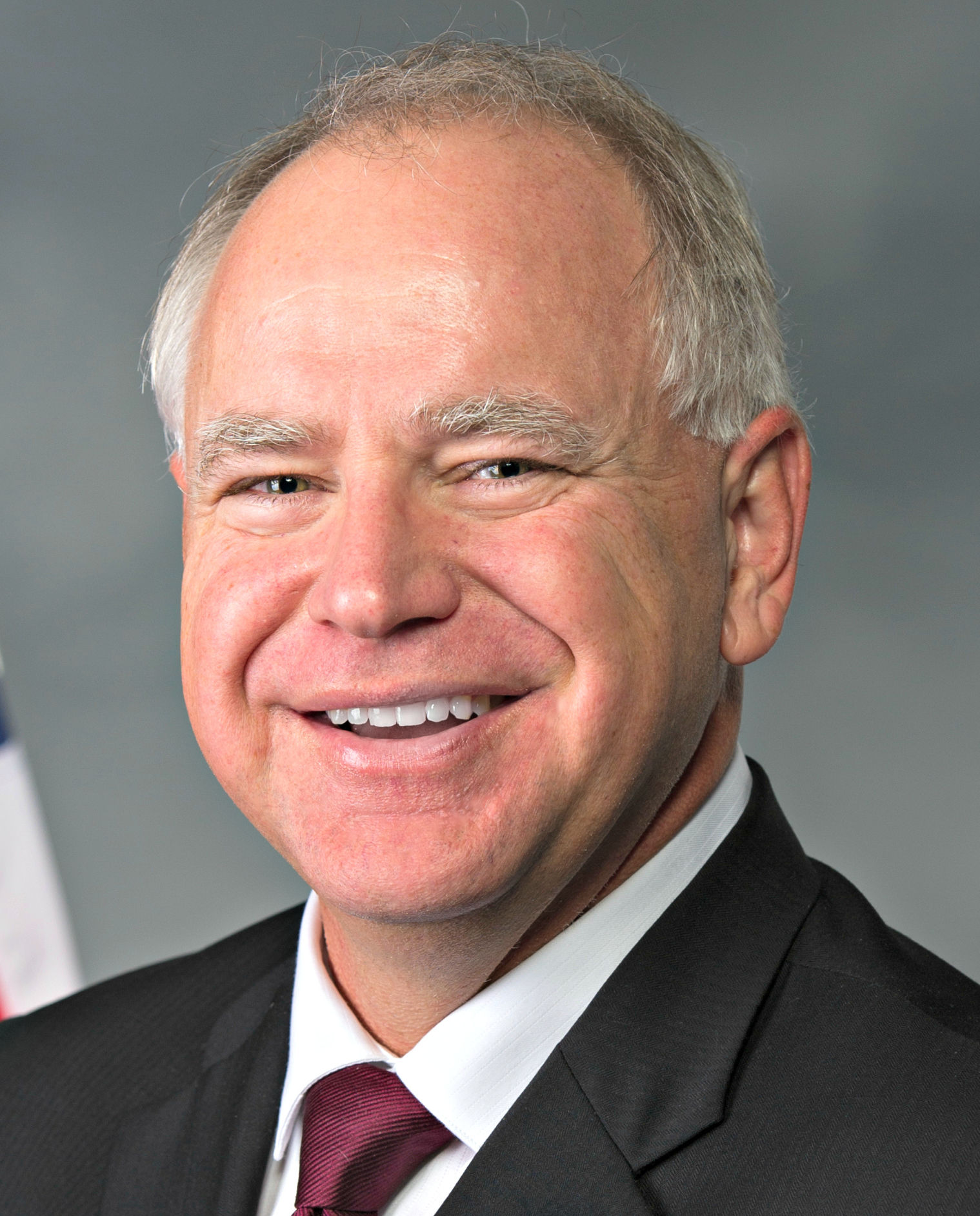
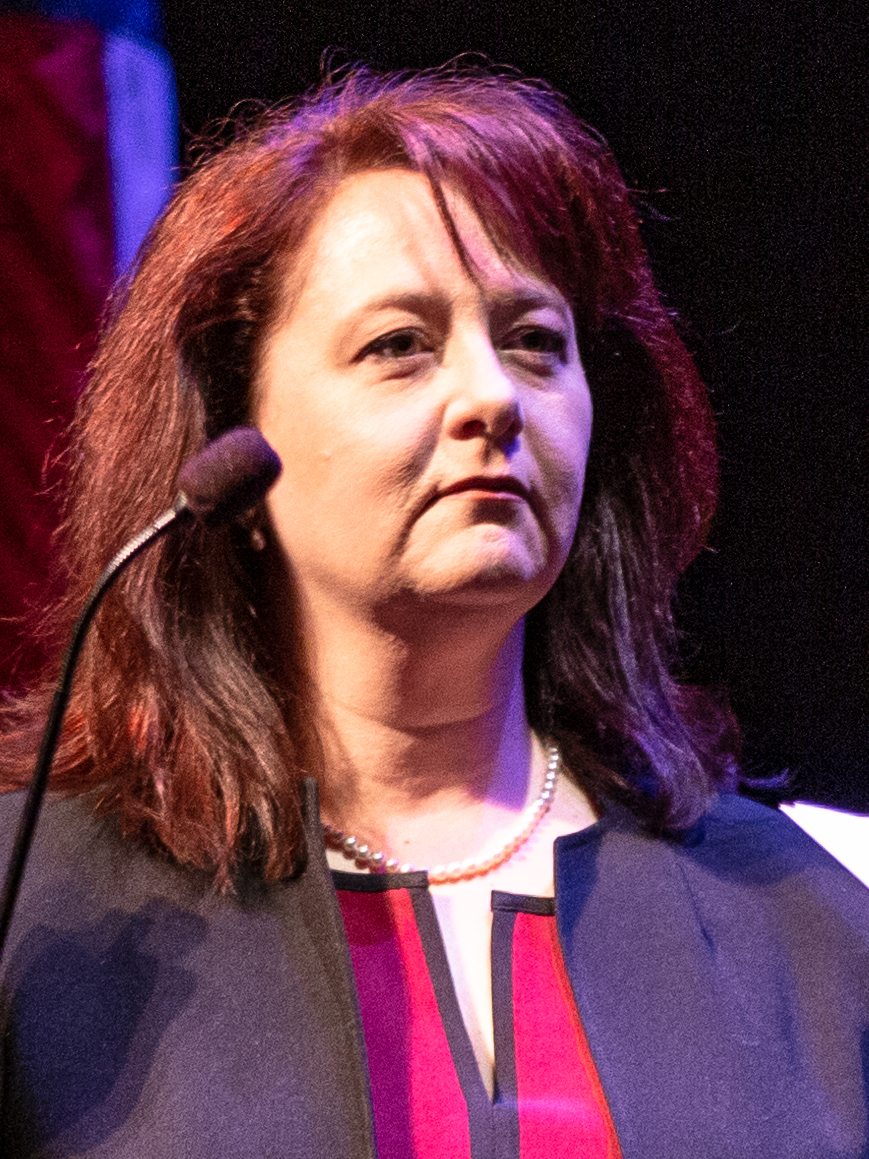
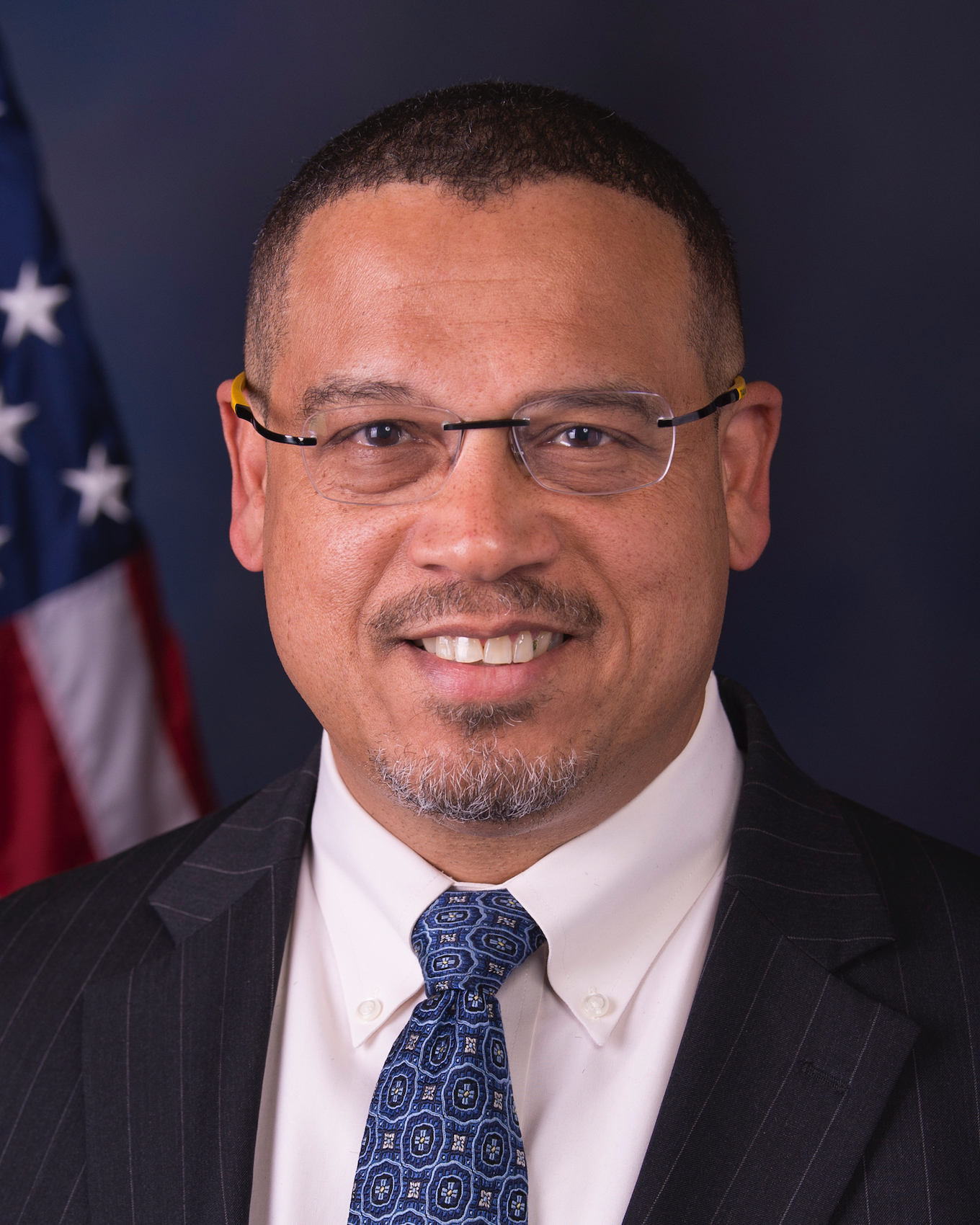
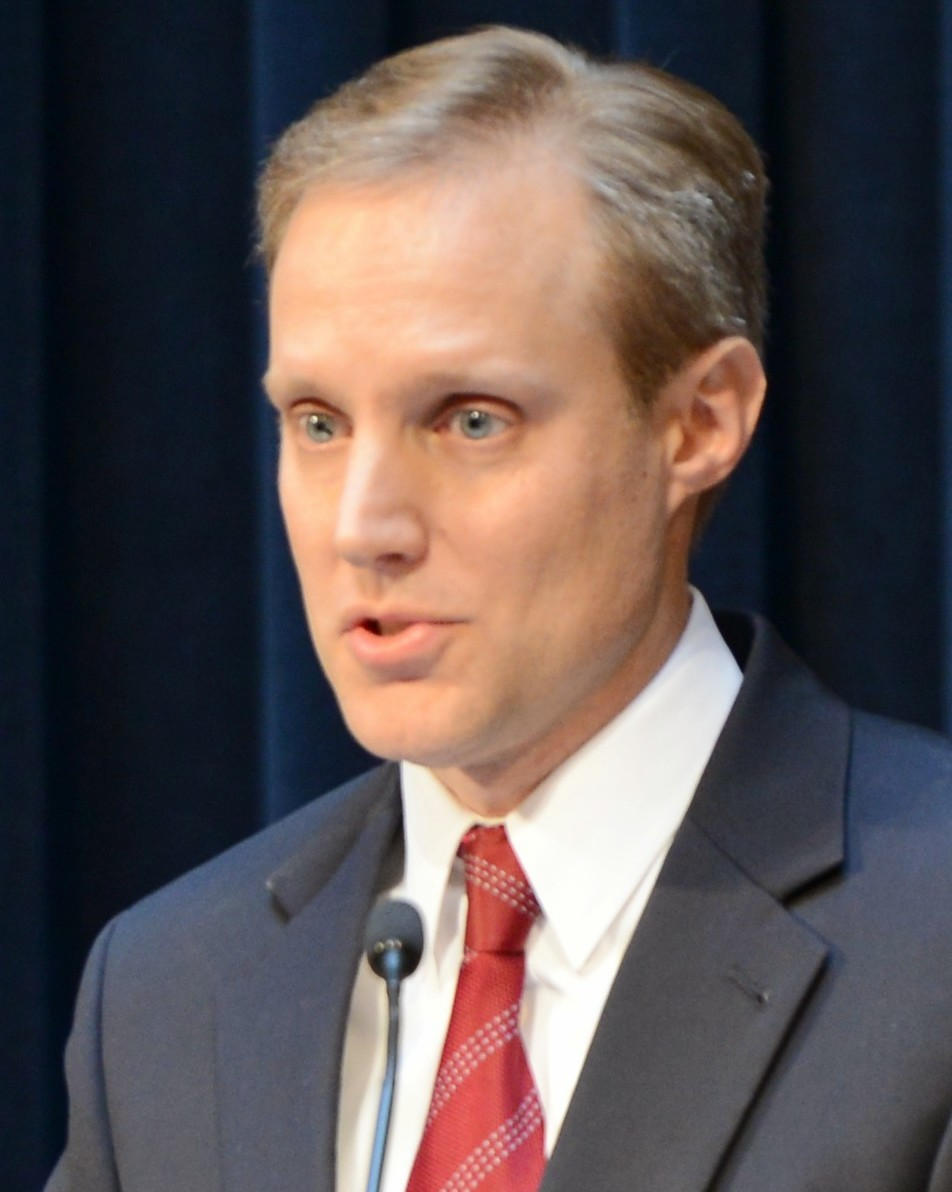